# Хаммаршёльд, Яльмар
Кнут Яльмар Леонард Хаммаршёльд (швед. Knut Hjalmar Leonard Hammarskjöld; 1862—1953) — шведский государственный деятель, дипломат; в 1914—1917 годах — премьер-министр Швеции. С 1923 по 1938 год — член Риксдага (шведского парламента). Известен также как учёный — историк и юрист; член Шведской Академии (с 1918 года). Кавалер ордена Серафимов, высшего ордена Швеции.
Яльмар Хаммаршёльд — отец Дага Хаммаршёльда (1905—1961), Генерального секретаря Организации Объединённых Наций в 1953—1961 годах, лауреата Нобелевской премии мира 1961 года.

## Биография

### Происхождение, образование
Яльмар Хаммаршёльд принадлежал к знатному дворянскому шведскому роду Хаммаршёльдов. Известно, что основатель рода Педер (Пер) Микаэльссон (ок. 1560—1646) состоял на военной службе у короля Швеции Карла IX, был в 1610 году посвящён в рыцари под именем Hammarsköld, а позже был назначен главнокомандующим войсками на острове Эланд. Среди его потомков преобладали военные, но были и люди, известные в других областях деятельности, как, например, писатель и историк литературы Лоренцо Хаммаршёльд (1785—1827), двоюродный дед Яльмара.
Яльмар был старшим сыном капитана Кнута Хаммаршёльда (1818—1891) и Марии (Мимми) Хаммаршёльд, урождённой Кёстер (Mimmi Cöster, 1832—1901). В семье было двое сыновей — Яльмар и его младший брат Карл Густав (1865—1940), который также стал видным государственным деятелем, в 1920—1921 годах он возглавлял Министерство обороны Швеции.
C 1878 по 1884 год Яльмар учился в Уппсальском университете, где получил юридическое образование.

### Политическая карьера
После университета работал в апелляционном суде, затем секретарём в комитете по подготовке проектов законов, позже занимал различные судебные должности. С 1886 года — одновременно доцент в Уппсальском университете.

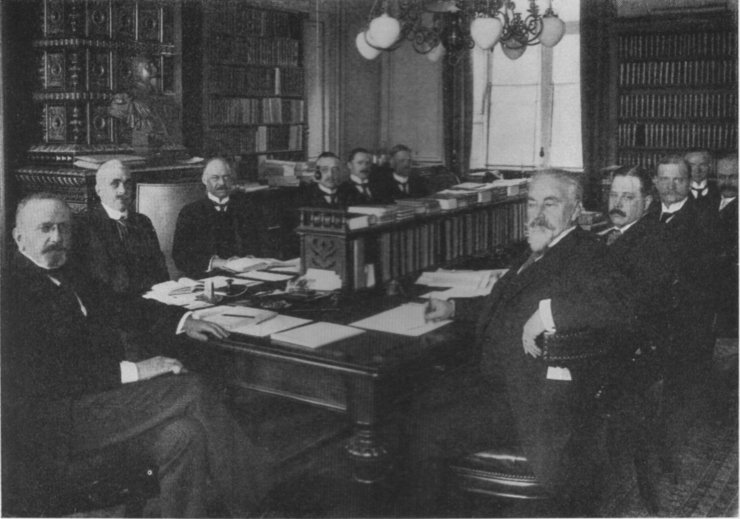
Яльмар Хаммаршёльд (слева, во главе стола)
и его кабинет министров

С 1890-х годов также активно занимался вопросами международного права, участвовал в различных международных совещаниях в качестве представителя Швеции, входил в состав нескольких международных комиссий, в том числе в качестве председателя; принимал участие во Второй Гаагской конференции по международному праву (1907). Всё это отложило отпечаток как на его собственную карьеру, так и на карьеру его детей: в будущем и сам Даг, и два его старших брата занимались вопросами международного права (Бу Хаммаршёльд сделал карьеру на государственной службе, Оке Хаммаршёльд работал в Международном суде ООН).

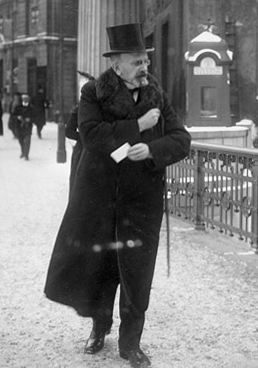
Премьер-министр Швеции Яльмар Хаммаршёльд по пути из здания правительства в здание парламента.
Март 1917 года

Министр юстиции (1901—1902). Министр по делам религий Швеции.
С 1905 года — на дипломатической работе в Копенгагене. С 1907 года — губернатор лена Уппсала.
17 января 1914 года, после отставки либерального правительства, Яльмар Хаммаршёльд был назначен на должность премьер-министра Швеции. В сформированном им кабинете министров он до 15 августа 1914 года возглавлял также министерство обороны Швеции.
В шведской литературе, посвящённой истории Швеции начала XX века, Яльмара Хаммаршёльда обычно представляют как промонархического антидемократического политика. Критике подвергалась и политика Хаммаршёльда по отношению к Германии во время Первой мировой войны: несмотря на недовольство стран Антанты, Швеция продолжала поддерживать торговые отношения со всеми странами, участвовавшими в войне, в том числе и с Германией. Хаммаршёльд считал, что со стратегической точки зрения он прав и стремление придерживаться линии строгого нейтралитета должно обеспечить стране после окончания войны прочное международное положение. К весне 1917 года негативное отношение к его политике как в шведском обществе в целом, так и среди членов его правительства стало настолько сильным, что Хаммаршёльд был вынужден уйти в отставку. Как позже писал его сын, Даг Хаммаршёльд, «единственной надёжной опорой отца осталась его верность собственным убеждениям. Советы других, какими бы доброжелательными и ценными они ни были, не могли освободить его от ответственности».

## Деятельность после ухода в отставку
В 1918 году Яльмар Хаммаршёльд был избран в Шведскую Академию — одну из Королевских Шведских академий, которая состоит из 18 мест, пожизненно занимаемых шведскими писателями, учёными и общественными деятелями, и отвечает за нормирование шведского языка, а также присуждает Нобелевскую премию по литературе. Примечательно, что Даг Хаммаршёльд, сын Яльмара, уже будучи Генеральным секретарём ООН, был в 1954 году избран в Шведскую Академию, причём занял то самое кресло № 17, которое занимал его отец, — это был единственный подобный случай в истории Академии.

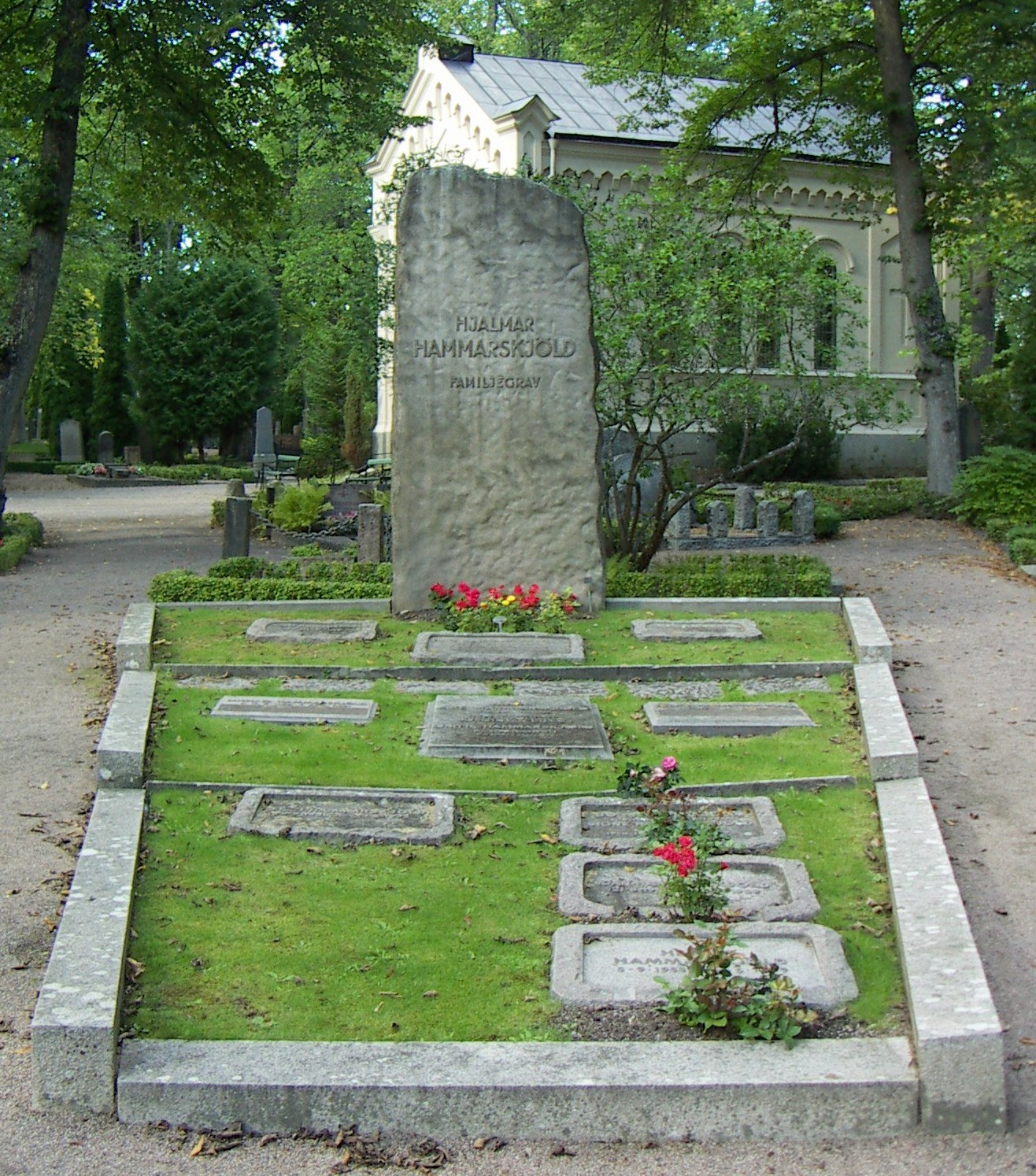
Старое кладбище Уппсалы, семейная могила Хаммаршёльдов. Памятник Яльмару Хаммаршёльду.
Фотография 2006 года

### Семья
8 сентября 1890 года Яльмар Хаммаршёльд женился на Агнес Альмквист (1866—1940), дочери Густава Фридольфа Альмквиста, генерального директора шведской тюремной службы (Fångvårdsstyrelsen).
У них родилось четверо сыновей:
- Бу (Bo)[швед.] (1891—1974) — политик, дипломат;
- Оке (Åke)[нем.] (1893—1937) — юрист, дипломат;
- Стен (Sten)[вд] (1900—1972) — секретарь, писатель;
- Даг (Dag) (1905—1961) — политик, дипломат.

### Кончина
Яльмар Хаммаршёльд скончался 12 октября 1953 года.
24 октября 1953 года он был похоронен в семейной могиле на старом кладбище города Уппсала.